# 列利亞基 (皮里亞京區)
50°19′41″N 32°29′34″E / 50.32806°N 32.49278°E
列利亞基（烏克蘭語：Леляки），是烏克蘭中部的村莊，隸屬波爾塔瓦州的盧布尼區。該村距離克爾賓齊2公里，面積1.52平方公里，海拔高度104米，2001年人口175。